# Adenophora tricuspidata
Adenophora tricuspidata là loài thực vật có hoa trong họ Hoa chuông. Loài này được Josef August Schultes công bố hợp lệ khoa học đầu tiên năm 1819 dưới danh pháp Campanula tricuspidata từ công bố trước đó của Friedrich Ernst Ludwig von Fischer. Năm 1830 Alphonse Pyramus de Candolle chuyển nó sang chi Adenophora.